# BBÖ 214
Die als BBÖ 214 bezeichneten Lokomotiven waren österreichische Schnellzug-Dampflokomotiven. Es waren die größten jemals in Österreich gebauten Dampflokomotiven und die stärksten Schnellzugloks mit den längsten Treibstangen, die es zu diesem Zeitpunkt in Europa gab. Bis heute hat die 214 mit 4,25 Metern die längsten Treibstangen der Welt. Bei Versuchsfahrten erreichte eine Lokomotive die Geschwindigkeit von 155 km/h.
Die Rumänischen Staatsbahnen beschafften diese Type als CFR 142 in Lizenz.

## Geschichte

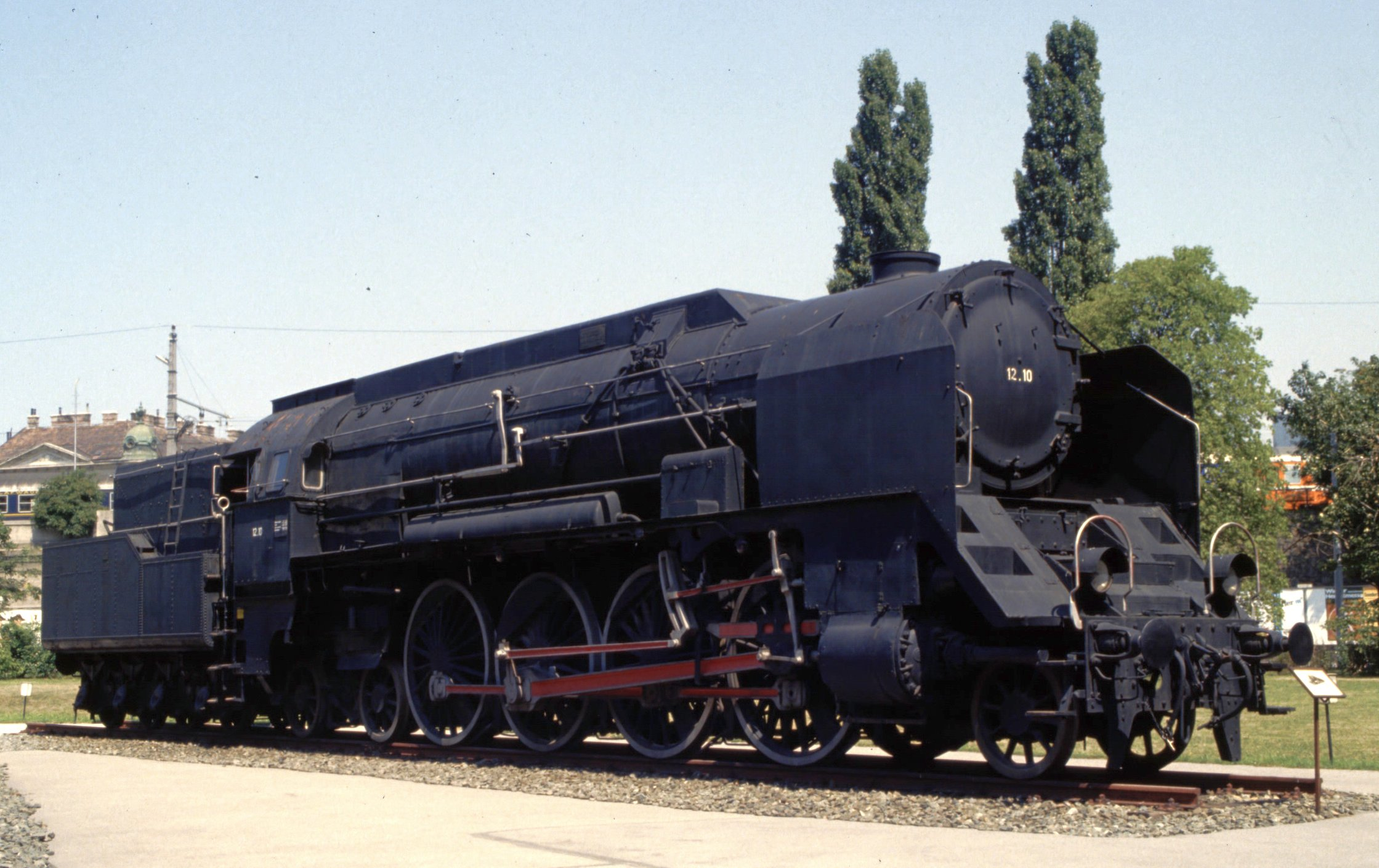
12.10 im Freigelände des Technischen Museums (1980)

Im Jahr 1927 beschloss der Vorstand der Österreichischen Bundesbahnen eine zeitweilige Einstellung der Elektrifizierung. Im Zuge dieser sehr umstrittenen Entscheidung wurde auch beschlossen für die Westbahn neue Dampflokomotiven zu beschaffen, die so leistungsfähig sein sollten, dass sie mit schweren Schnellzügen zwischen Wien und Salzburg die gleichen Fahrzeiten erzielen könnten, wie es bei elektrischem Betrieb möglich gewesen wäre. Zu den treibenden Kräften dieses Projektes zählte unter anderem Arno Demmer, der Direktor der Wiener Lokomotivfabrik Floridsdorf.
Von den zwei Prototypen 114.01 (Dreizylinder-Triebwerk, geliefert 1929 von der Lokomotivfabrik Wiener Neustadt) und 214.01 (Zweizylinder-Triebwerk, geliefert 1928 von Floridsdorf) wurde schließlich die Reihe 214 zum Weiterbau ausgewählt. Auch dies war mehr oder minder ein Politikum, bedeutete es doch – abgesehen von den technischen Vorzügen der Floridsdorfer Version – das Ende der traditionellen Lokomotivfabrik Wiener Neustadt.

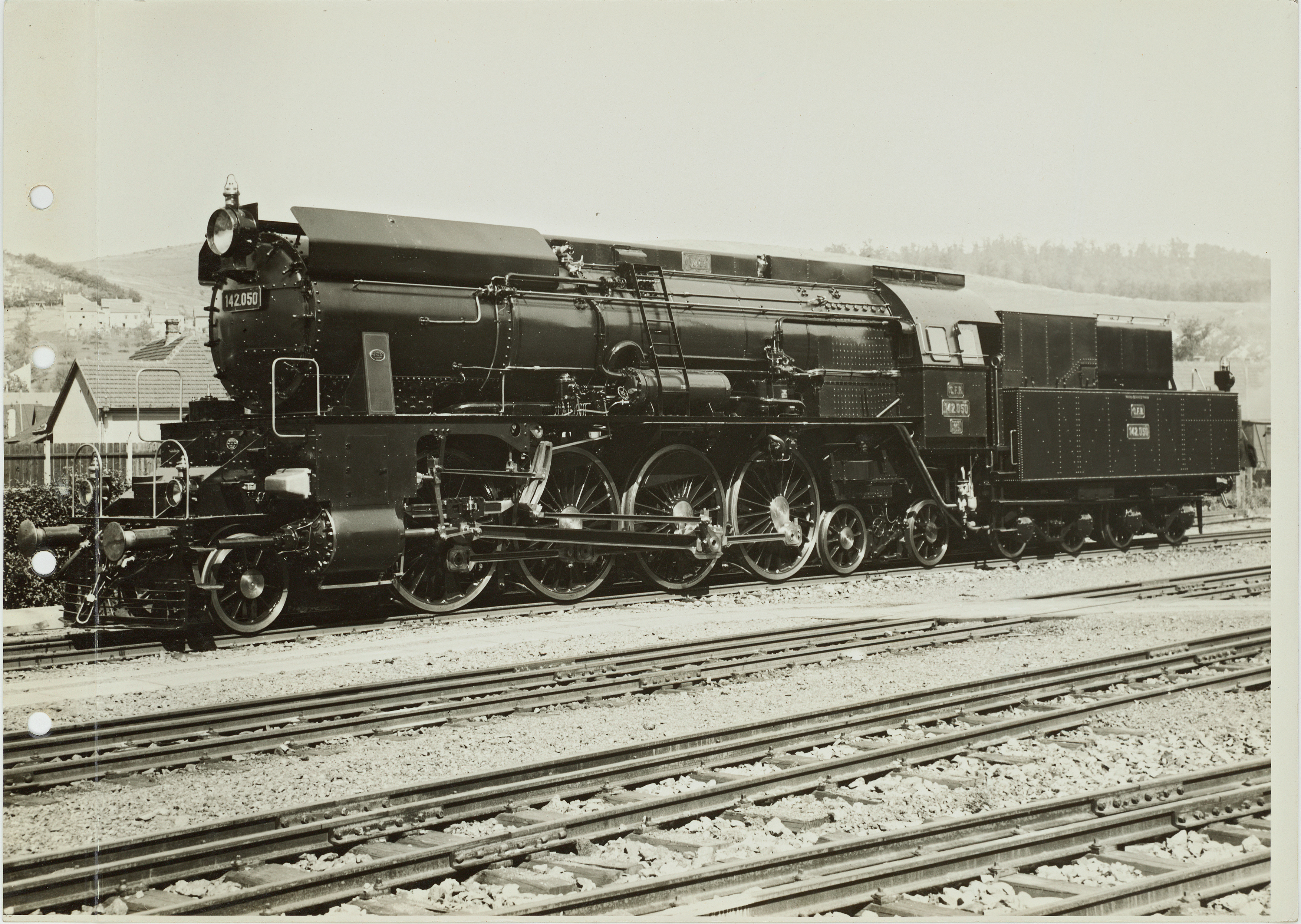
Werkfoto der CFR 142.050 (1940)

1931 wurden von Floridsdorf sechs Lokomotiven, 1936 weitere sechs mit technischen Modifikationen gebaut. Die Rumänischen Staatsbahnen CFR, genauer Resitza und Malaxa in Bukarest, erwarben eine Lizenz von der WLF und bauten 79 Stück mit einigen betriebsbedingten Adaptionen, die die Reihenbezeichnung CFR 142 bei der CFR erhielten. Unter anderem erhielten diese Maschinen eine Öl-Zusatzfeuerung und ein geändertes Blasrohr. 
Die neuen Loks kamen im Schnellzugsdienst zwischen Wien und Salzburg bzw. Passau zum Einsatz. Nach Übernahme durch die Deutsche Reichsbahn im Gefolge des Anschlusses Österreichs an das Deutsche Reich wurden sie als Baureihe 12 bezeichnet und nun bis Regensburg eingesetzt. Nach 1945 behielten die Loks bei der ÖBB die Bezeichnung 12.
Nach der Elektrifizierung der Westbahn bot sich für diese starke Type kein geeignetes Einsatzgebiet mehr. Einige Maschinen wurden 1953 zur Südbahn überstellt und zwischen Wien und Villach eingesetzt. Die gänzlich anders gelagerten Bedingungen, insbesondere die engen Bogenradien und stärkeren Steigungen am Semmering, machten sich rasch in starkem Verschleiß bemerkbar, sodass bereits 1956 die letzte Fahrt vor einem Schnellzug stattfand. In der Erwartung, für diese mit zum Teil erst 20 Jahren doch noch recht jungen Lokomotiven einen Käufer zu finden, wurden sie vorerst konserviert in Heizhäusern im Wiener Raum hinterstellt. Die fortschreitende Elektrifizierung der Hauptstrecken auch im benachbarten Ausland machte die Anschaffung von Dampfschnellzugloks jedoch entbehrlich und so wurden die Lokomotiven 1961 und 1962 verschrottet.
In Rumänien bewährte sich die Baureihe im Gegensatz zu Österreich über Jahrzehnte im schweren Schnellzugsdienst, beispielsweise über den Predeal-Pass und stand hier bis ins Jahr 1973 im Einsatz.

### Verbleib

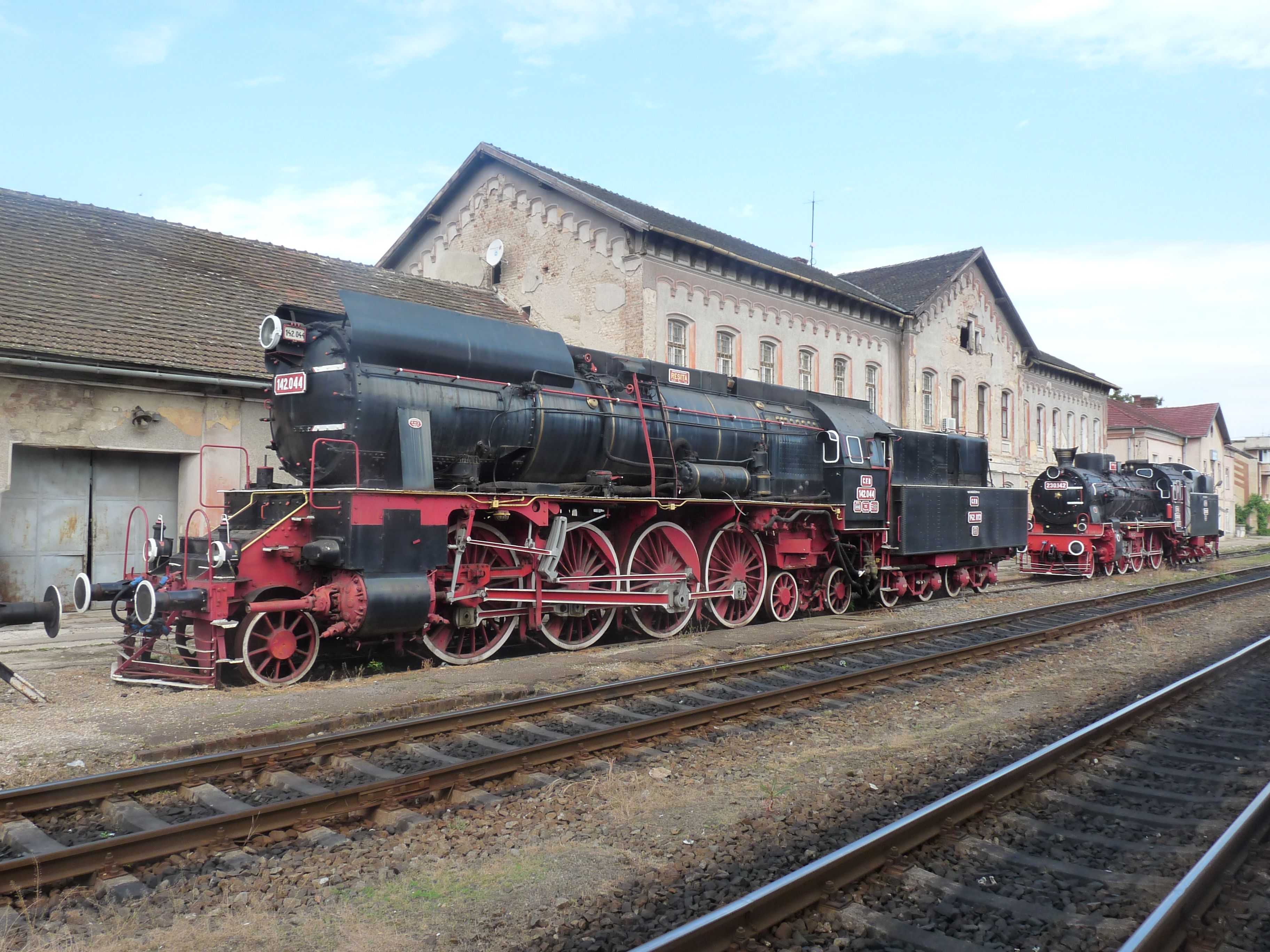
Rumänische Museumslokomotive 142 044 in Oradea (2017)

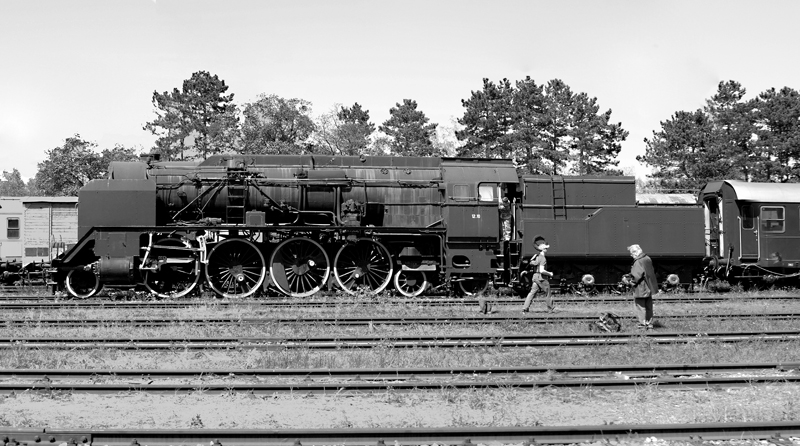
Dampflok 12.10 in Strasshof

Die 12.10 blieb als einzige der Nachwelt erhalten. Sie wurde dem Österreichischen Eisenbahnmuseum überlassen und zunächst in einem Heizhaus geschützt abgestellt. In den 1970ern wurde sie zusammen mit anderen historisch bedeutsamen Dampflokomotiven (unter anderem der 310.23) in einem Lokomotivpark beim Technischen Museum in Wien als Denkmal aufgestellt. Nach Auflösung des Lokomotivparks im Zuge einer Umstrukturierung des Technischen Museums wurde sie 1999 ins Eisenbahnmuseum Strasshof in Niederösterreich überstellt, wo sie als nicht betriebsfähiges Exponat ausgestellt war. Am 19. Oktober 2018 wurde die Lokomotive per Schwertransport nach Korneuburg verfrachtet. Dort wurde mit der äußerlichen Restaurierung begonnen, 2019 sollte sie ursprünglich in Wiener Neustadt im Zuge der Landesausstellung ausgestellt werden. Da es sich bei der 12.10 jedoch um keine Wiener Neustädter Lokomotive handelt, wurde letztendlich darauf verzichtet. Sie wurde im Oktober 2019 in das Technische Museum in Wien überstellt und ist seit September 2020 in der Westhalle wieder für die Öffentlichkeit zugänglich.

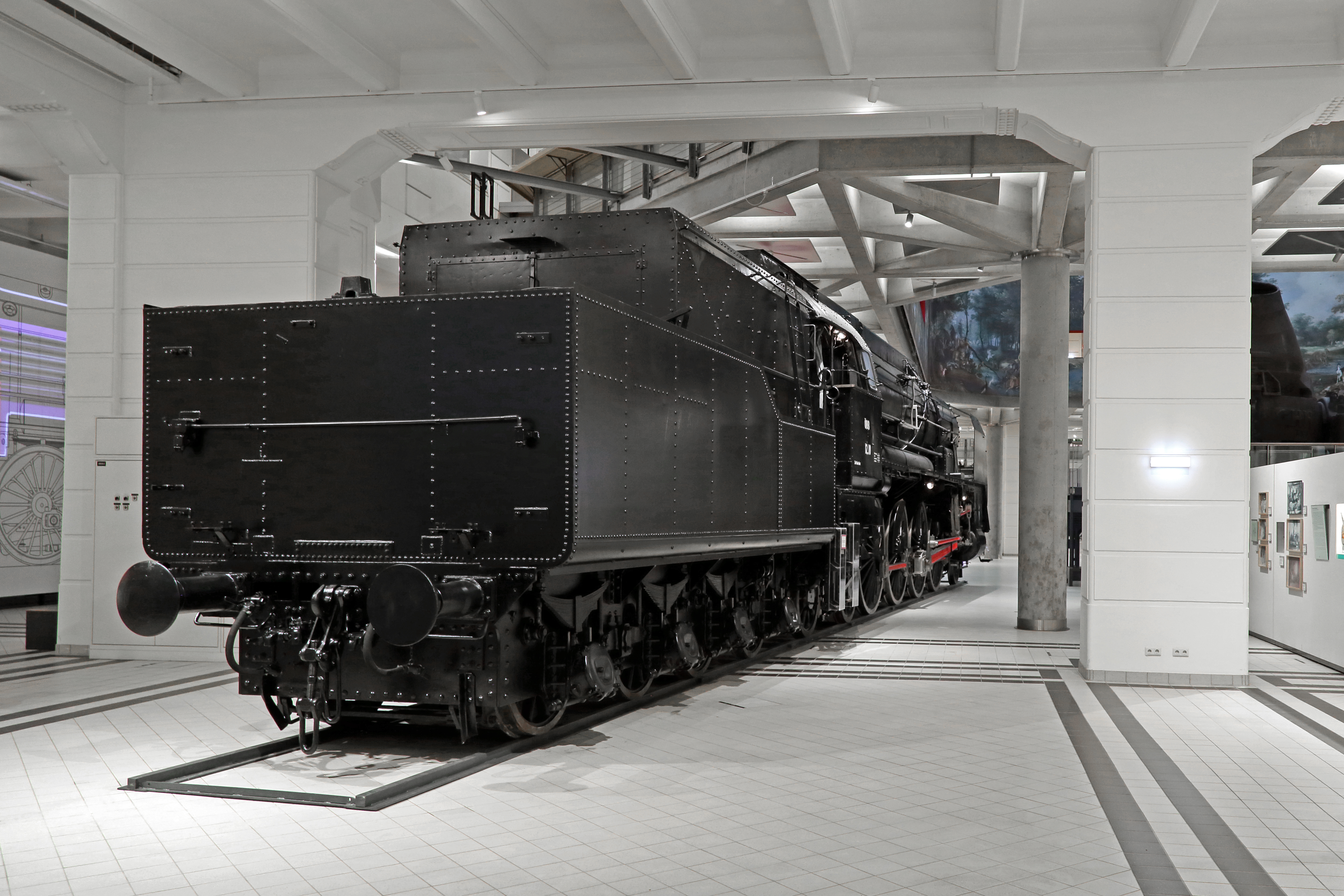
12.10 frisch restauriert in der Halle des Technischen Museums (2020)

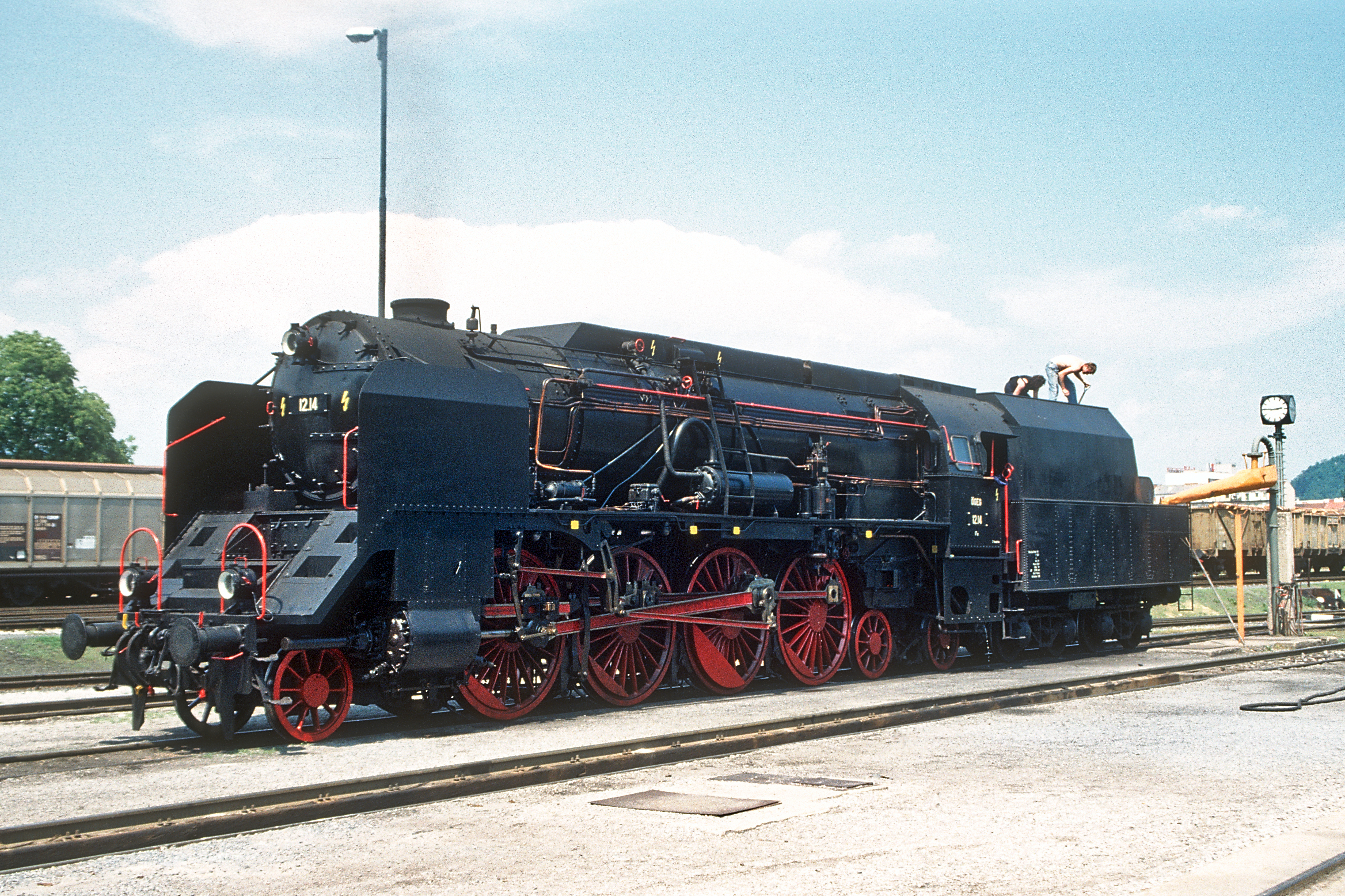
ÖGEG 12.14, ex CFR 142.063

1985 gelang es der Österreichischen Gesellschaft für Eisenbahngeschichte (ÖGEG) von den Rumänischen Staatsbahnen die Lokomotive 142.063 zu erwerben, bei der es sich um einen Lizenznachbau der Maschinen der Reihe 214 aus dem Jahr 1939 handelte. Sie wurde an die österreichische Ausstattung angepasst und nach Restaurierung und Hauptuntersuchung im Jahr 1993 mit der (fiktiven) Nummer 12.14 wieder in Betrieb genommen. Sie ist jetzt in Ampflwang beheimatet, nach Ablauf der Kesselfrist aber noch nicht wieder reaktiviert worden und kann derzeit im teilzerlegten Zustand besichtigt werden (Stand 2019).

## Erhaltene Dampflokomotiven der Reihe in Österreich
| Nummer | Baujahr | Erhaltungszustand   | Eigentümer/Standort                         | Bemerkung          |
| ------ | ------- | ------------------- | ------------------------------------------- | ------------------ |
| 12.10  | 1936    | nicht betriebsfähig | Republik Österreich/Technisches Museum Wien |                    |
| Nummer | Baujahr | Erhaltungszustand   | Eigentümer/Standort                         |                    |
| 12.14  | 1939    | nicht betriebsfähig | ÖGEG/Ampflwang                              | CFR-Nummer 142.063 |

## Erhaltene Dampflokomotiven der Reihe in Rumänien
Mindestens drei weitere Exemplare der rumänischen Reihe 142 sind in Rumänien erhalten geblieben. Die CFR 142.072 steht seit 1972 im Freilicht-Dampflokomotiven-Museum Reșița.